# Kanton Sées
Der Kanton Sées ist seit 1790 ein französischer Wahlkreis im Arrondissement Alençon im Département Orne in der Region Normandie; sein Hauptort ist Sées.

## Gemeinden
Der Kanton besteht aus 21 Gemeinden mit insgesamt 11.217 Einwohnern (Stand: 1. Januar 2022) auf einer Gesamtfläche von 338,21 km²:
| Gemeinde                | Einwohner 1. Januar 2022 | Fläche km² | Dichte Einw./km² | Code INSEE | Postleitzahl |
| ----------------------- | ------------------------ | ---------- | ---------------- | ---------- | ------------ |
| Almenêches              | 642                      | 20,27      | 32               | 61002      | 61570        |
| Aunou-sur-Orne          | 276                      | 18,04      | 15               | 61015      | 61500        |
| Belfonds                | 208                      | 14,29      | 15               | 61036      | 61500        |
| Boissei-la-Lande        | 109                      | 7,11       | 15               | 61049      | 61570        |
| Boitron                 | 348                      | 13,35      | 26               | 61051      | 61500        |
| Chailloué               | 892                      | 35,88      | 25               | 61081      | 61500        |
| Francheville            | 132                      | 9,72       | 14               | 61176      | 61570        |
| La Bellière             | 129                      | 13,91      | 9                | 61039      | 61570        |
| La Chapelle-près-Sées   | 488                      | 9,95       | 49               | 61098      | 61500        |
| La Ferrière-Béchet      | 250                      | 13,79      | 18               | 61164      | 61500        |
| Le Bouillon             | 167                      | 17,77      | 9                | 61056      | 61500        |
| Le Cercueil             | 145                      | 13,23      | 11               | 61076      | 61500        |
| Le Château-d’Almenêches | 185                      | 10,76      | 17               | 61101      | 61570        |
| Macé                    | 443                      | 14,53      | 30               | 61240      | 61500        |
| Médavy                  | 153                      | 4,34       | 35               | 61256      | 61570        |
| Montmerrei              | 555                      | 12,67      | 44               | 61288      | 61570        |
| Mortrée                 | 1.125                    | 32,26      | 35               | 61294      | 61500, 61570 |
| Neauphe-sous-Essai      | 214                      | 11,43      | 19               | 61301      | 61500        |
| Saint-Gervais-du-Perron | 346                      | 11,28      | 31               | 61400      | 61500        |
| Sées                    | 4.182                    | 40,31      | 104              | 61464      | 61500        |
| Tanville                | 228                      | 13,32      | 17               | 61480      | 61500        |
| Kanton Sées             | 11.217                   | 338,21     | 33               | 6119       | –            |

Bis zur Neuordnung bestand der Kanton Sées aus den 13 Gemeinden Aunou-sur-Orne, Belfonds, Le Bouillon, Chailloué, La Chapelle-près-Sées, La Ferrière-Béchet, Macé, Neauphe-sous-Essai, Neuville-près-Sées, Saint-Gervais-du-Perron, Saint-Hilaire-la-Gérard, Sées und Tanville. Sein Zuschnitt entsprach einer Fläche von 199,96 km2.

## Veränderungen im Gemeindebestand seit der landesweiten Neuordnung der Kantone
2019: Fusion Mortrée und Saint-Hilaire-la-Gérard → Mortrée
2016: Fusion Chailloué, Marmouillé und Neuville-près-Sées → Chailloué